# Georges Dayras
Georges Dayras, né à Limoges le 11 janvier 1894 et mort à Paris le 26 juin 1968, a été directeur de cabinet de plusieurs ministres, maître des requêtes au conseil d'État et homme politique français.

## Biographie
Georges Dayras est admis au Conseil d'État, où il obtient le grade de maître des requêtes.
Il est nommé au poste de secrétaire général du ministère de la Justice à partir du 16 juillet 1940. Il conserve ce poste jusqu'au 25 janvier 1944, et le récupère le 2 mars 1944 pour le perdre le 20 août 1944. Il a donc travaillé sous les gouvernements Laval I, Flandin, Darlan et Laval II.
A la Libération, il est condamné à mort le 15 mars 1946 par la Haute Cour de justice pour collaboration. Sa peine est commuée en travaux forcés à perpétuité.
En 1951, il bénéficie d'une libération conditionnelle.
Dans le film Section spéciale (1974), son rôle est interprété par Roland Bertin.

## Sources et références
1. ↑  « Epuration »(Archive.org • Wikiwix • Archive.is • Google • Que faire ?)